# Fanny Bastien
Fanny Bastien (* 13. Dezember 1961 in Freiburg im Breisgau als Fanny Meunier) ist eine französische Schauspielerin.

## Leben
Fanny Bastien debütierte in dem von David Hamilton inszenierten Erotikfilm Zärtliche Cousinen auf der Kinoleinwand. Ihre erste Hauptrolle spielt sie 1981 als schwangere Schülerin, die in Le bahut va craquer von der Schule verwiesen wird, woraufhin Philosophielehrerin (Claude Jade), Mathelehrer (Darry Cowl) und Schuldirektor (Michel Galabru) bei einem Aufstand von ihren Mitschülern eingesperrt werden. Selbst im Zentrum stand sie dann in der Serie Dorothée, die Seiltänzerin nach einem Roman von Maurice Leblanc: In den 20er Jahren ist die Tochter eines ermordeten Wanderzirkusmannes auf der Suche nach einem Schatz und wird von gefährlichen Widersachern verfolgt. Es folgten die Filmerfolge Das Attentat neben Richard Berry und Engel aus Staub neben Bernard Giraudeau. Bis Mitte der 1980er Jahre war sie in über 20 Film- und Fernsehproduktionen zu sehen. Insbesondere für ihre Darstellung der Josyane Krawczyk in Gérard Jugnots Komödie Pinot, Gendarm und Herzensbrecher wurde sie bei der Verleihung des französischen Filmpreises César 1985 als Beste Nachwuchsdarstellerin. Mit dem Romy-Schneider-Preis wurde sie 1988 ausgezeichnet.

## Filmografie (Auswahl)
- 1980: Zärtliche Cousinen (Tendres cousines)
- 1981: Le bahut va craquer
- 1984: Ein Mann um die 50 (La tête dans le sac)
- 1984: Pinot, Gendarm und Herzensbrecher (Pinot simple flic)
- 1985: Das Attentat (Urgence)
- 1986: Die Augen des Wolfes (Oviri)
- 1987: Engel aus Staub (Poussière d'ange)
- 1988: Gefangene (Prisonnières)
- 1988: Stradivari
- 1993: Die letzte Grenze (The last border - viimeisellä rajalla)
- 1995: Dr. Semmelweis (Docteur Semmelweis)